# Go-Kashiwabara
L'empereur Go-Kashiwabara (後柏原天皇, Go-Kashiwabara Tennō) (19 novembre 1464 - 19 mai 1526) a été le 104e empereur du Japon, selon l'ordre traditionnel de la succession, et a régné du 16 novembre 1500 à sa mort.
Son nom personnel était Katsuhito (勝仁). Son règne marque le nadir de l'autorité impériale sous le shogunat Ashikaga.

## Généalogie
Go-Kashiwabara était le fils aîné de l'empereur Go-Tsuchimikado. Sa mère était Niwata (Fujiwara) Asako (庭田（源）朝子), la fille de Niwata Nagakata (庭田長賢).

### Épouses et descendance
- Kajūji (Fujiwara) Fujiko (勧修寺（藤原）藤子?), dame de la cour :
  - Fille aînée: Princesse ?? (覚鎮女王?)
  - Second fils : Prince impérial Tomohito (知仁親王?) (futur empereur Go-Nara)
  - cinquième fils : Prince impérial Kiyohiko (清彦親王?)

- Niwata (Minamoto) Motoko (庭田（源）源子?), dame de la cour :
  - Troisième fils : Prince Kakudō (覚道法親王?) (prêtre bouddhique)
  - Seconde fille : Princesse Kakuon (覚音女王?)
  - Sixième fils : Prince impérial ?? (寛恒親王?)
- Servante (?): Takakura (Fujiwara) ?? (高倉（藤原）継子?)
  - Quatrième fils : ?? (道喜)

## Biographie
En 1500, il devient empereur à la mort de son père Go-Tsuchimikado. Cependant, à cause des séquelles de la guerre d'Ōnin, la famille impériale est si appauvrie qu'il est incapable de réaliser la cérémonie du sacre, jusqu'au 22e jour du 3e mois de 1521, ou la cérémonie se tient finalement grâce à des dons du Hongan-ji et du bakufu de Muromachi.
À cause de la guerre d'Ōnin, de la dispersion de la noblesse de cour et de la pauvreté de la cour impériale de Kyōto, l'autorité impériale est alors au plus bas.

## Èresde son règne
- Ère Meiō (1492-1501)
- Ère Bunki (1501-1504)
- Ère Eishō (1504-1521)
- Ère Daiei (1521-1528)